# The Baseballs
The Baseballs är ett pop-coverband från Tyskland, som bildades 2007 i Berlin. De blev populära med sina rockversioner av pophits som Umbrella av Rihanna och Hot N Cold av Katy Perry. De har även tolkat låtar av artister som Leona Lewis, Scissor Sisters, Maroon 5, Roxette och Robbie Williams.
Deras debutalbum, Strike!, släpptes i maj 2009 i Tyskland, Schweiz och Österrike samt i oktober 2009 i Finland. Albumet nådde 1:a plats i Sverige, 6:e plats i Tyskland, 2:a plats i Schweiz och 1:a plats på albumtopplistan i Finland.
Nästa singel "Last in Line" publicerades 22/3 2010. Det är en cover av en Nylon Beat-sång. Nylon Beat var en popduo från Finland.
Under sommaren år 2010 uppträdde de på Allsång på Skansen där de framförde Umbrella och Hot N Cold.